# ایزومی، اوساکا
ایزومی در استان اوساکا در کشور ژاپن  واقع شده‌است  که دارای جمعیت ۱۷۹٬۳۵۲ نفر و مساحت ۸۴٫۹۸ کیلومتر مربع با تراکم جمعیت ۲٬۱۱۰  نفر در کیلومترمربع است و در تاریخ ۱ سپتامبر ۱۹۵۶ به عنوان شهر شناخته شد.